# ریچارد سرا
ریچارد سرا (به انگلیسی: Richard Serra) (زاده ۲ نوامبر ۱۹۳۸ – درگذشته ۲۶ مارس ۲۰۲۴) هنرمند اهل ایالات متحده آمریکا بود. حوزهٔ کاری سرا مجسمه‌سازی مینیمالیسمبود که یک مکتب هنری است و اساس آثار آن بر پایه سادگی بیان و روش‌های ساده و خالی از پیچیدگی معمول فلسفی بنیان گذاشته شده است. او به مجسمه‌های عظیم ساخته شده با ورقه‌های فلزی که برای منظره‌های خاص، شهری و معماری مکان‌های خاص ساخته شده بود، شهرت داشت. سرا که به‌عنوان یکی از بزرگ‌ترین مجسمه‌سازان دوران خود شناخته می‌شود.

## زندگی
سرا در ۲ نوامبر ۱۹۳۸ در سانفرانسیسکو، کالیفرنیا به دنیا آمد. پدرش اسپانیایی و اهل مایورکا و مادرش روسی اهل اودسا بود. مادرش از کودکی او را تشویق به کشیدن نقاشی می‌کرد. ریجارد جوان همیشه دفترچه‌ای کوچک برای کشیدن طرح‌های خود به همراه داشت و مادرش او را «ریچارد هنرمند» صدا می‌کرد.

سرا در سال ۱۹۵۷ وارد دانشگاه کالیفرنیا، برکلی شد و در رشته ادبیات انگلیسی شروع به تحصیل کرد. وی پس از مدتی به دانشگاه کالیفرنیا، سانتا باربارا رفت و در سال ۱۹۶۱ با مدرک کارشناسی در ادبیات انگلیسی فارغ‌التحصیل شد. در سانتا باربارا، سرا با نقاشی‌های دیواری، ریکو لبرون و هوارد وارشاو آشنا شد. در این ایام، سرا برای امرار معاش در کارخانه‌های فولاد کار می‌کرد.

سرا در دانشگاه ییل نقاشی خواند و در سال ۱۹۶۴ با لیسانس تاریخ هنر فارغ‌التحصیل شد. در ییل، سرا با هنرمندانی از مکتب نیویورک مانند فیلیپ گاستون، رابرت راشنبرگ، اد راینهارت و فرانک استلا آشنا شد. سرا در آخرین سال تحصیلی خود در دانشگاه ییل یک دوره تئوری رنگ تدریس کرد.

## مجسمه ۷ قطر

تصویر مجسمه ۷ ریچارد سرا در مقابل موزه هنرهای اسلامی دوحه قطر و ۷ ضلعی محاط شده در دایره

او اولین مجسمه خاور میانه خود را بر پایه اندیشه ابوسهل کوهی ریاضی‌دان ایرانی ساخته است. وی مجسمه ۷ را با ۸۰ فوت ارتفاع، در دوحه در مقابل موزه هنرهای اسلامی قطر در سال ۲۰۱۱ ساخته است که ایدهٔ ساخت این مجسمه عظیم را باتوجه به باور بر مقدس بودن عدد ۷ و همچنین محاط کردن ۷ ضلعی در دایره توسط کوهی اشاره کرده است و این دو را منبع الهام کار خود برای هندسه کارش دانسته است. این مجسمه از ۷ ورق فولادی در قالب یک ۷ ضلعی منتظم ساخته شده است.

## نگارخانه

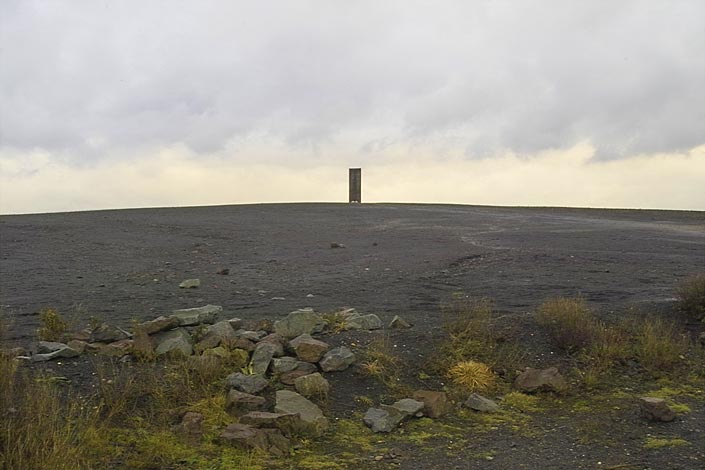
نمادی برای منطقه روهر
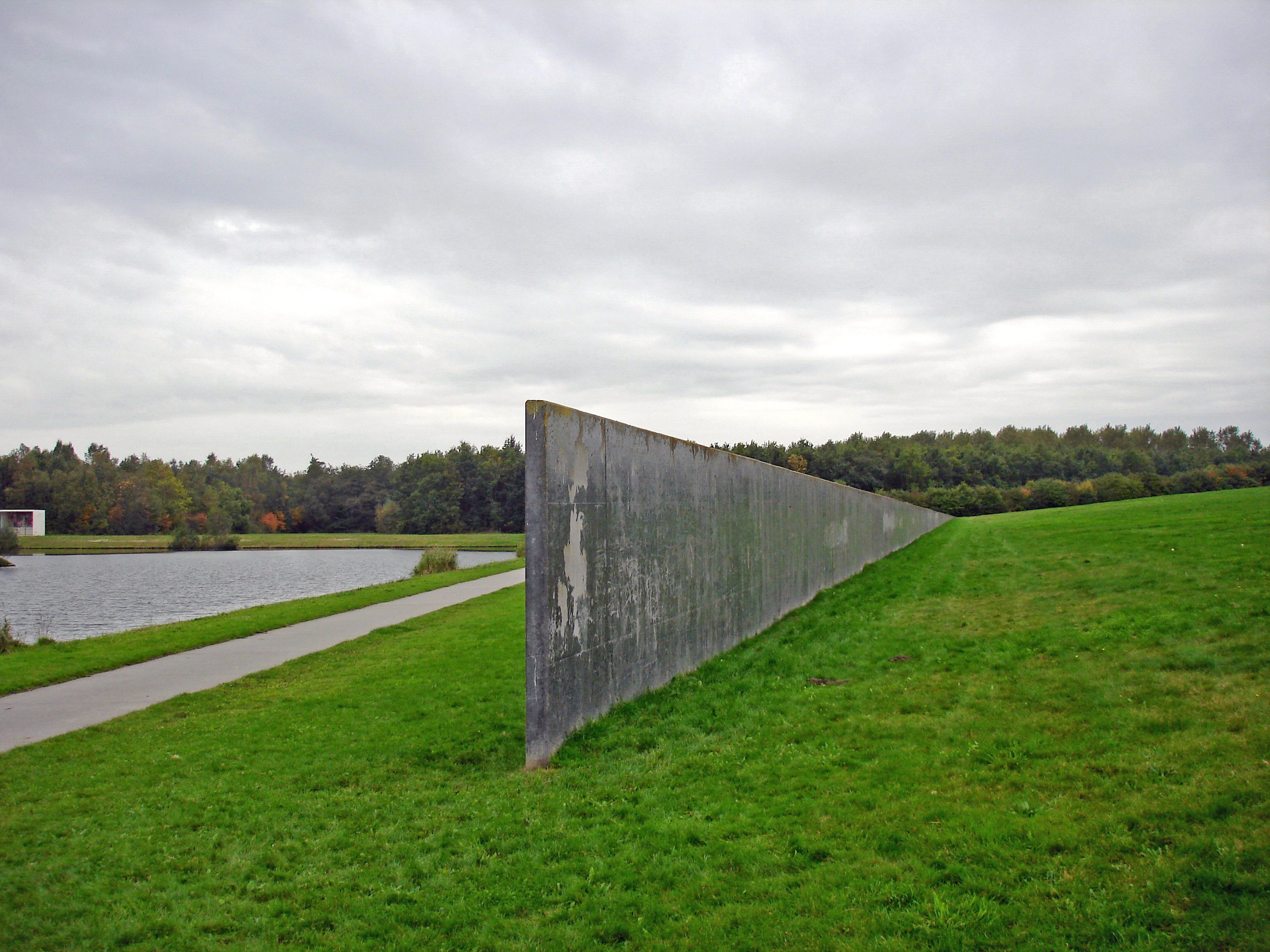
بخش جنوب غربی همسطح دریا
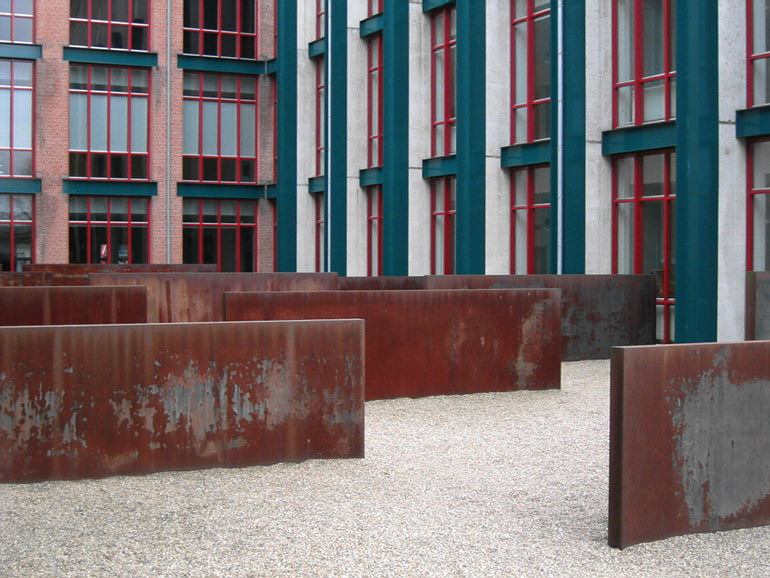
ساعات روز
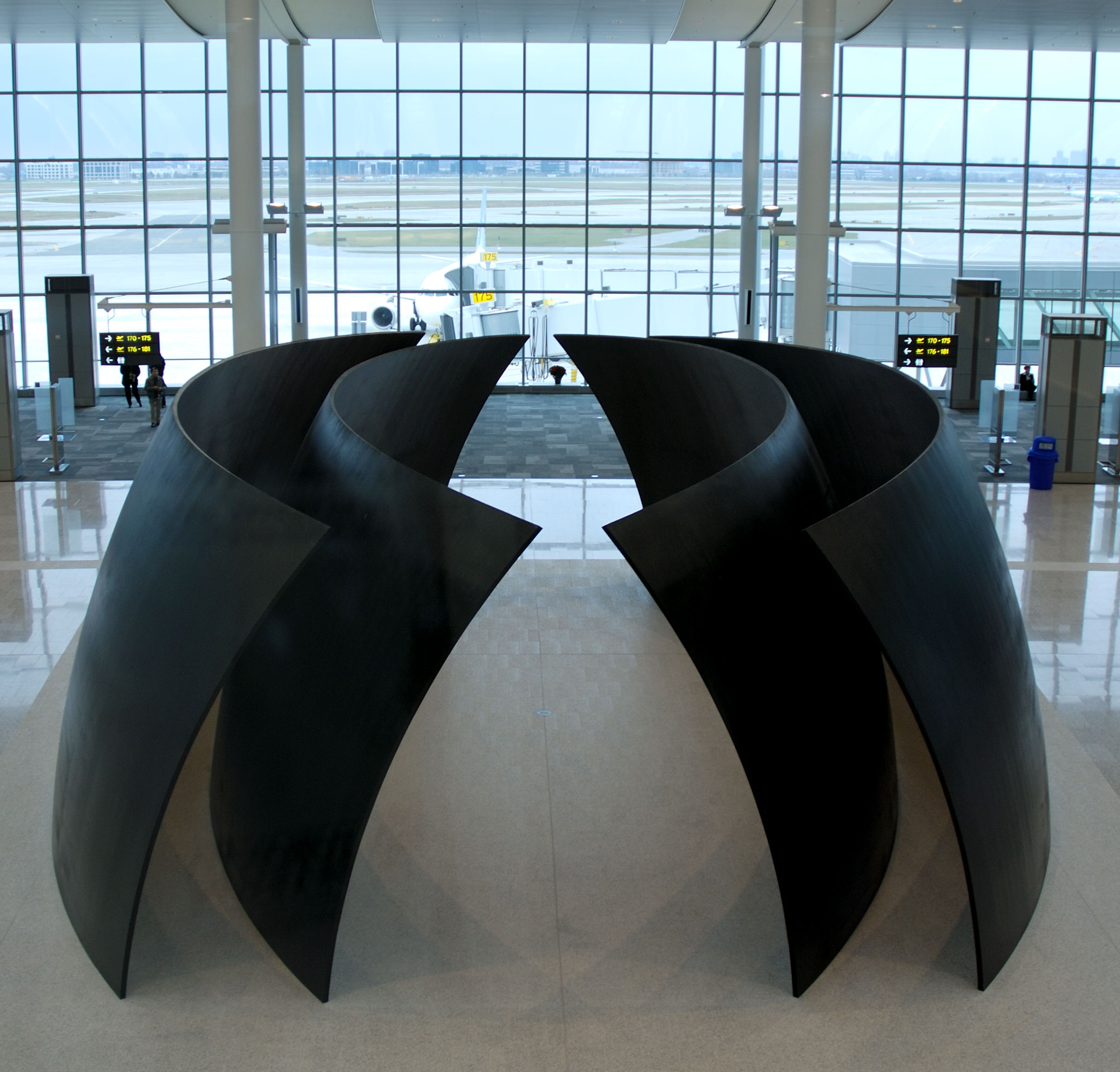
نیمکره‌های قوس داده شده
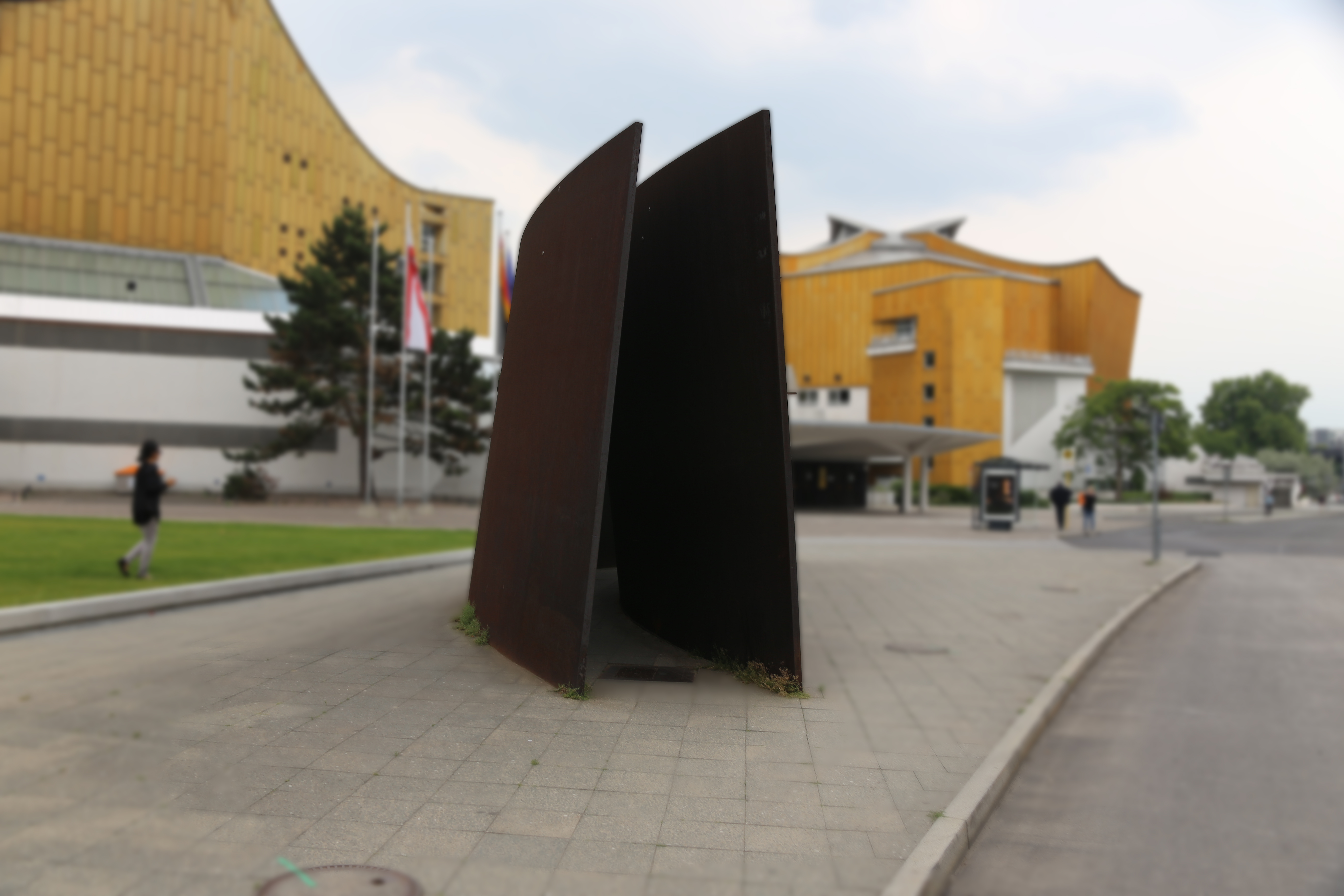
یادبود قربانیان نابود سازی نازی‌ها در مرکز فرماندهی منطقه T4 برلین.
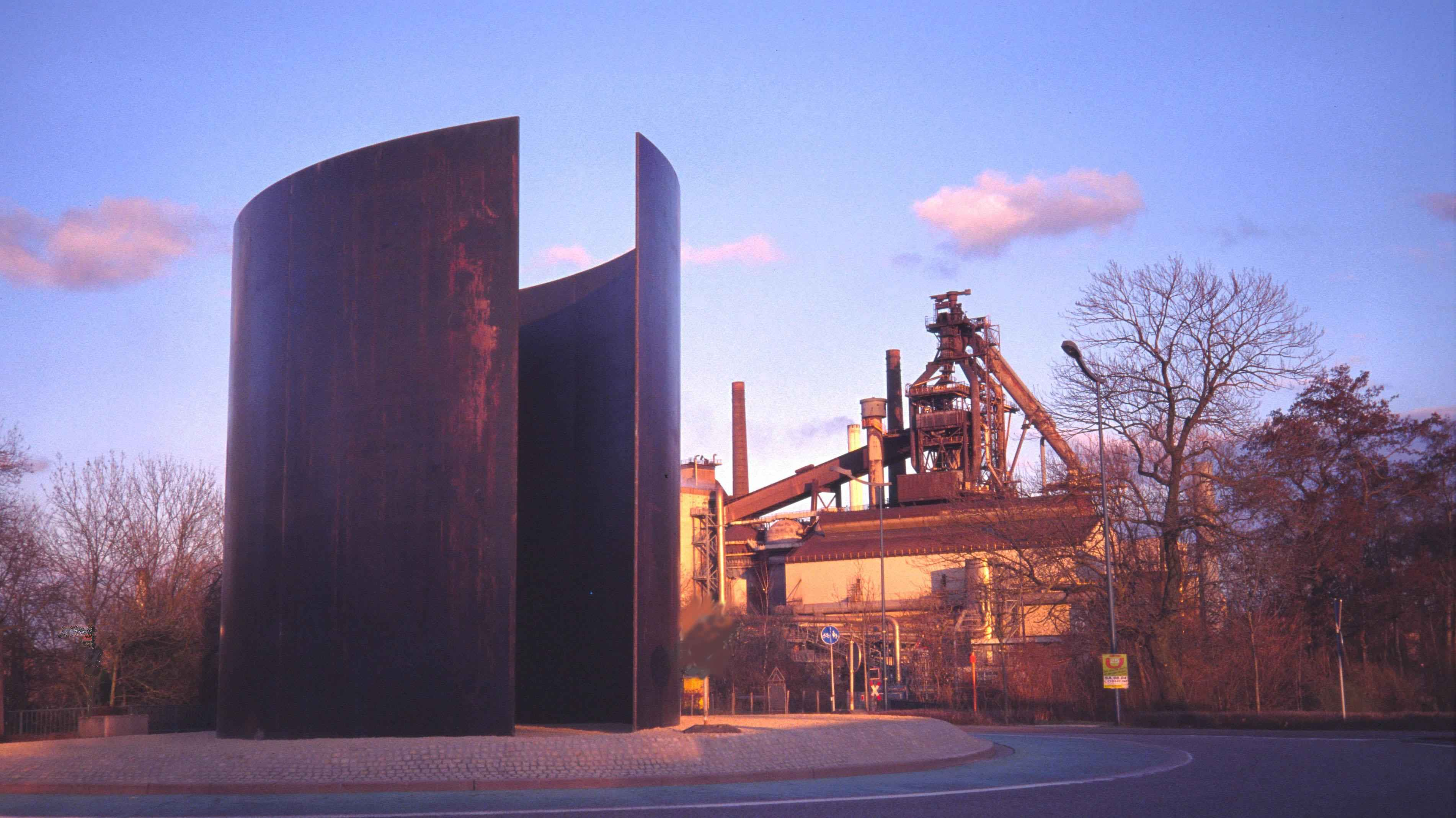
نگرش